# Natalie Clifford Barney
Natalie Clifford Barney (Dayton, Ohio, 31 oktober 1876 – Parijs, 2 februari 1972) was een Amerikaanse toneelschrijfster, dichteres en romanschrijfster die als expatriate leefde in Parijs. Ze was de dochter van kunstschilderes Alice Pike Barney.
Barneys salon werd jarenlang door haar moeder gehouden bij haar thuis aan de Rive Gauche; hier kwamen schrijvers en kunstenaars vanuit de hele wereld bijeen, waaronder belangrijke mensen uit de Franse literatuur, en ook Amerikaanse en Britse modernisten van de Lost Generation ("verloren generatie"). Ze bevorderde ook het werk van schrijvende vrouwen en vormde een 'vrouwen academie' als antwoord op de Franse 'mannen academie', terwijl ze ook schrijvers als Remy de Gourmont en Truman Capote steunde en inspireerde.
Ze was openlijk lesbisch en begon in 1900 met het uitgeven van liefdesgedichten aan vrouwen onder haar eigen naam; ze zag schandalen "als beste manier om van last af te komen". In haar werken steunde ze feminisme en pacifisme. Ze was tegen monogamie en had vele overlappende lange en korte relaties, waaronder met Élisabeth de Gramont (1875-1954), dichteres Olive Eleanor Custance (1874-1944), dichteres Renée Vivien en danser Armen Ohanian; ook had ze vijftig jaar lang een relatie met schilderes Romaine Brooks. Haar leven en liefdesaffaires dienden als inspiratie voor vele romans, variërend van de Franse bestseller Sapphic Idyll (over haar relatie met de courtisane Liane de Pougy) tot The Well of Loneliness. Barney was aantoonbaar de beroemdste lesbische schrijfster van de 20e eeuw.